# مالاریای پرندگان

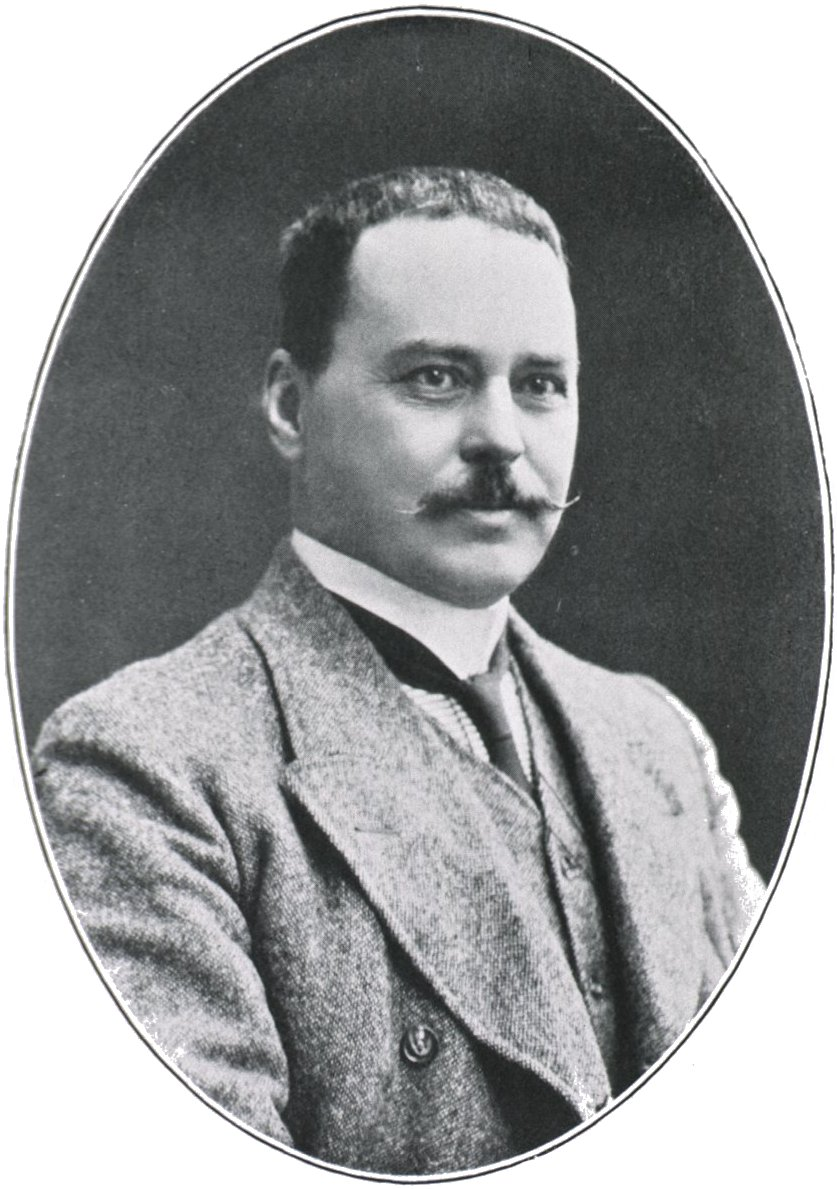
رونالد راس

مالاریای پرندگان یک بیماری انگلی پرندگان است که توسط گونه‌های انگل وابسته به سردهٔ Plasmodium و Hemoproteus (گروه Apicomplexa، ردهٔ Haemosporidia، تیرهٔ Plasmoiidae) ایجاد می‌شود. این بیماری توسط یک ناقل دوبال شامل پشه‌ها دربارهٔ انگل‌های پلاسمودیوم و پشه‌نیش‌دار برای هموپروتئوس منتقل می‌شود. دامنه علائم و اثرات این انگل بر روی میزبان پرندگان بسیار گسترده است، از موارد بدون علامت تا کاهش شدید جمعیت به دلیل این بیماری، همان‌طور که دربارهٔ عسل‌کش هاوایی وجود دارد. تنوع انگل‌ها زیاد است، زیرا برآورد می‌شود که تقریباً به تعداد گونه‌های میزبان انگل وجود دارد. با دشوار شدن تحقیق دربارهٔ انگل‌های مالاریای انسانی، دکتر راس انگل‌های مالاریای پرندگان را مورد مطالعه قرار داد. رویدادهای هم‌گونه‌ای و تعویض میزبان به طیف گسترده‌ای از میزبان‌هایی که این انگل‌ها می‌توانند آلوده کنند کمک کرده است و باعث می‌شود مالاریای پرندگان یک بیماری جهانی گسترده باشد که در همه جا به جز قطب جنوب یافت می‌شود.